# United Queerdom
United Queerdom ist ein autobiografisch geprägter Sachcomic von Kate Charlesworth. Sie verbindet darin ihre Lebensgeschichte mit der LGBT-Bewegung ab den 1950er Jahren. Die englische Originalausgabe erschien 2019 als Sensible Footwear: A Girl’s Guide bei Myriad Editions, die deutsche Übersetzung kam 2023 beim Carlsen Verlag heraus.

## Inhalt
United Queerdom thematisiert die Geschichte der LGBT-Bewegung in England ab 1950 bis in die Gegenwart, die Charlesworth mit ihrer eigenen Biografie verwebt. Als Rahmenhandlung dient ein Urlaub auf Teneriffa im Jahr 2016, den sie gemeinsam mit Freundinnen verbringt und sie sich zusammen an alte Zeiten erinnern, aber auch über die aktuelle Lage reflektieren. Trotz positiver Entwicklungen und mehr Sichtbarkeit reagiere die Gesellschaft wieder zunehmend aggressiver auf LGBT.
Charlesworth kommt 1950 zur Welt und verbringt ihre behütete Kindheit in Barnsley, wo ihre Eltern einen Eckladen betreiben. Schon früh stellt sie sich die Frage, ob sie lesbisch sein könnte. Für ihr Kunststudium zieht sie Anfang der 1970er Jahre nach Manchester, wo sie zögerlich die queere Szene erforscht. Ein Gesetz, das Homosexualität unter Strafe stellte, war gerade erst aufgehoben worden. Zunächst findet sie keinen Anschluss, da sie nicht weiß, wo sie andere, lesbische Frauen finden kann. Durch einen Leserbrief, den sie an die Zeitschrift Sappho schreibt, findet sie einen ersten Kontakt. In Manchester geht sie ebenfalls ihre erste Beziehung mit einer Frau ein. Ihre Mutter reagiert negativ auf das Coming-out von Charlesworth – sie wird mit ihrer Kommilitonin Jackie zusammenziehen – und möchte ihre Tochter am liebsten zum Psychiater schicken. Der Vater hingegen bleibt ruhig. Charlesworth verschlägt es schließlich nach London. Mit ihrer späteren Lebensgefährtin zieht sie nach Edinburgh. Ihre persönliche Geschichte schließt sie mit der eigenen Hochzeit ab.
Als junges Mädchen ist sie verzückt von Nancy Spain, einer Autorin und Kolumnistin, die in den 1960er offen mit ihrer Verlegerin Jean Werner in einer Beziehung lebte und ein homosexuelles Rollenvorbild darstellt. Ab den 1970er Jahren ist Charlesworth selbst für queere Zeitschriften wie Gay News, Pink Paper und Sappho als Zeichnerin aktiv. Der Verlegerin von Sappho, Jackie Forster, widmet sie eine Collage in United Queerdom. Zu weiteren vorgestellten Personen gehören David Bowie, Freddie Mercury und Billie Jean King. Die US-amerikanische Tennisspielerin outete sich 1981 als lesbisch und verlor daraufhin ihre Sponsoren. Ein Kapitel erzählt vom Widerstand gegen Clause 28, ein Gesetz, das durch die Regierung von Margaret Thatcher 1988 verabschiedet wurde. Das Gesetz untersagte die „bewusste Förderung von Homosexualität“ durch örtliche Behörden. Auf der einen Seite kam es beispielsweise gegenüber Lehrern zu Einschüchterungen, auf der anderen Seite regte sich großer Widerstand. Prägend für die 1980er Jahre war auch die AIDS-Epidemie, die von Medien und Politik wiederholt genutzt wurde, um negative Stimmungen gegenüber Homosexuellen zu erzeugen. Charlesworth verwendet ebenfalls popkulturelle Referenzen und gibt unter anderem die Entstehungsgeschichte des Lieds Glad to be Gay von Tom Robinson wider oder verweist auf den lesbischen Film The Killing of Sister George.

## Stil
Charlesworth verbindet in United Queerdom verschiedene grafische Stilmittel miteinander. Zum Beispiel setzt sie einerseits auf naturalistische Zeichnungen im Sinne einer Graphic Novel, andererseits verwendet sie ebenfalls Elemente aus einfacher gehaltenen Cartoons sowie Comicstrips. Die Rahmenhandlung – der gemeinsame Urlaub auf Teneriffa – fällt im Vergleich zur restlichen Geschichte skizzenhafter aus und ist in sommerlichen Farben koloriert. Wichtige queere Personen und Daten stellt Charlesworth auf doppelseitigen Collagen vor, die sie am Computer anfertigte. Dafür verwendet sie etwa Auszüge aus Zeitungen und Zeitschriften, Buttons, Eintrittskarten, Flyer, Fotos oder Poster, die sie um eigene Zeichnungen, Texte sowie Anekdoten ergänzt.

## Veröffentlichungen
Die englische Originalausgabe erschien erstmals 2019 bei Myriad Editions als Sensible Footwear: A Girl’s Guide. Zed Books veröffentlichte den Comic im folgenden Jahr erneut mit dem Titel United Queerdom. Eine französische Ausgabe A Pink Story wurde im Jahr 2021 von Casterman publiziert. Die deutsche Übersetzung von Hanna Reininger erschien 2023 beim Carlsen Verlag.

## Auszeichnungen und Kritiken
United Queerdom erhielt im Jahr 2024 einen Max-und-Moritz-Preis in der Kategorie „Bester Sachcomic“.
Für den Tagesspiegel hält Nadine Lange fest, Charlesworth reflektiere in einem „opulenten, stilistisch vielfältigen Band“ den eigenen Lebensweg und die „queere Emanzipationsgeschichte“. Sie blicke mit „liebevollem Humor“ auf all die „Unsicherheiten und skurrilen Erlebnisse dieser Zeit“ zurück. Die Erinnerungen an den Umgang mit ihrer Mutter fielen im Gegensatz dazu recht hart aus. United Queerdom finde eine „gute Balance“ zwischen der „Bewegungsgeschichte sowie ihren privaten Erfolgen und Dramen“, die immer wieder die historischen Ereignisse spiegeln würden, zum Beispiel wenn ein enger Freund an den Folgen von AIDS stirbt. Die Biografieskizzen queerer Personen und Daten gehörten zu den „großen Stärken“ des Comics. United Queerdom sei insgesamt eine „spannende Expedition in die britische LGBTIQ-Geschichte“, die zwar vieles nur anreiße, aber den Anstoß für eigene Recherchen geben könne.
Mathias Heller schreibt für den Norddeutschen Rundfunk, United Queerdom sei eine „historische queere Chronik im Gewand einer berührenden Biografie“ und falle „[f]rech, voller Witz und sehr persönlich“ aus. Wie unter einem „Brennglas“ verdichte Charlesworth „ihren Kummer, ihre Freude, Liebe, Einsamkeit und auch Trauer […] mit unzähligen historischen Fakten“.
Die „bunte, sehr dichte Graphic Novel“ sie nicht nur „wunderschön zum Ansehen“, sondern erzähle ebenfalls auf „packende Art und Weise queere Zeitgeschichte“, urteilt Livia Praun für FM4. Durch den Stilmix aus „Cartoons, Zeichnungen und Collage“ sowie „Szenen aus ihrem Leben [und] Bildern aus der damaligen Zeit“ erhalte man ein „ganzheitliches Bild davon, wie in Gesellschaft, Politik und Medien über Homosexualität […] diskutiert wurde“. Geschichten aus der Sicht einer „lesbischen Frau geboren in den 1950ern“ höre man nicht oft, genau deswegen sei United Queerdom auch „so wertvoll“. In dem Comic könne man über die Jahre die Fortschritte der LGBT-Community mitverfolgen; die „Entkriminalisierung von Homosexualität, die ersten Filme mit queeren Protagonist:innen, die ersten Pride Parades“.
Im Missy Magazine notiert Bo Wehrheim, Charlesworth verwebe gekonnt ihre eigene Biografie mit „Info-Collagen aus Zeitungs-Artikeln, Porträt-Schnipseln und Anekdoten“. Die „krasse Repression, von der queere Biografien zu dieser Zeit geprägt waren“, sei „Albtraum-Material“, und liege dabei „nicht einmal ein Menschenleben zurück“.